# Maria do Carmo Fonseca
Maria do Carmo Salazar Velez Roque da Fonseca ComSE (9 de agosto de 1959) es una profesora catedrática portuguesa, directora ejecutiva del Instituto de Medicina Molecular de la Universidad de Lisboa, y ganadora del Premio Pessoa en 2010. En 1983, obtuvo una licenciatura en Medicina poi la Facultad de Medicina de la Universidad de Lisboa; y desde 1988 posee un doctorado en la misma institución.

## Honores
- distinguida por tres veces con el Premio de Investigación Pfizer, por la Sociedad de Ciencias Médicas, de Lisboa[6]

- 1993: premio José Sala-Trepat, de la Fundación de France/Institut Pasteur, París[6]

- 1998 a 1999: perteneció al Comité de asesoramiento para la investigación del genoma de la Comisión Europea[6]

- noviembre de 2002: recibió en España el Premio DuPont de Ciencia, gracias a su trabajo en materia de genética molecular[6]

- 2010: ganadora de la 24.ª edición del Premio Pessoa, destinando los 60.000€ del premio a la adquisición de microscopios, para mejor desarrollo de los trabajos de investigación en genética.,[7] primera mujer científica en recibir individualmente el Premio Pessoa.[8]

Miembro
- Academia Portuguesa de Medicina
- Academia de Ciencias de Lisboa
- Organización Europea de Biología Molecular (EMBO)[9]